# 8314-es mellékút (Magyarország)
A 8314-es mellékút Pápa és Győr térségét köti össze. Régebben gyakorlatilag a teljes hosszában a 83-as főút része volt, csak azután kapott mellékúti besorolást, hogy az érintett szakaszon elkészült a főútnak a települési belterületeket nagyrészt elkerülő nyomvonala.

## Nyomvonala
A 83-as főút korábbi nyomvonalából jött létre. Pápa térségében indul  a város elkerülőjétől vezet Győrig Ménfőcsanak határában elérve a megyeszékhelyet.

### Települések a főút mentén
Pápa Veszprém vármegye északi területének dinamikusan fejlődő központja.
Itt ágazik le a 83-as főútból a 8314-es út. A várossal északon határos Takácsi község területe. Gyarmat község már Győr-Moson-Sopron vármegyében fekszik, a Marcal-medence és a Sokoró-dombvidék találkozásánál. A település felszíne enyhén dombos, közlekedés-földrajzi helyzete kedvező.

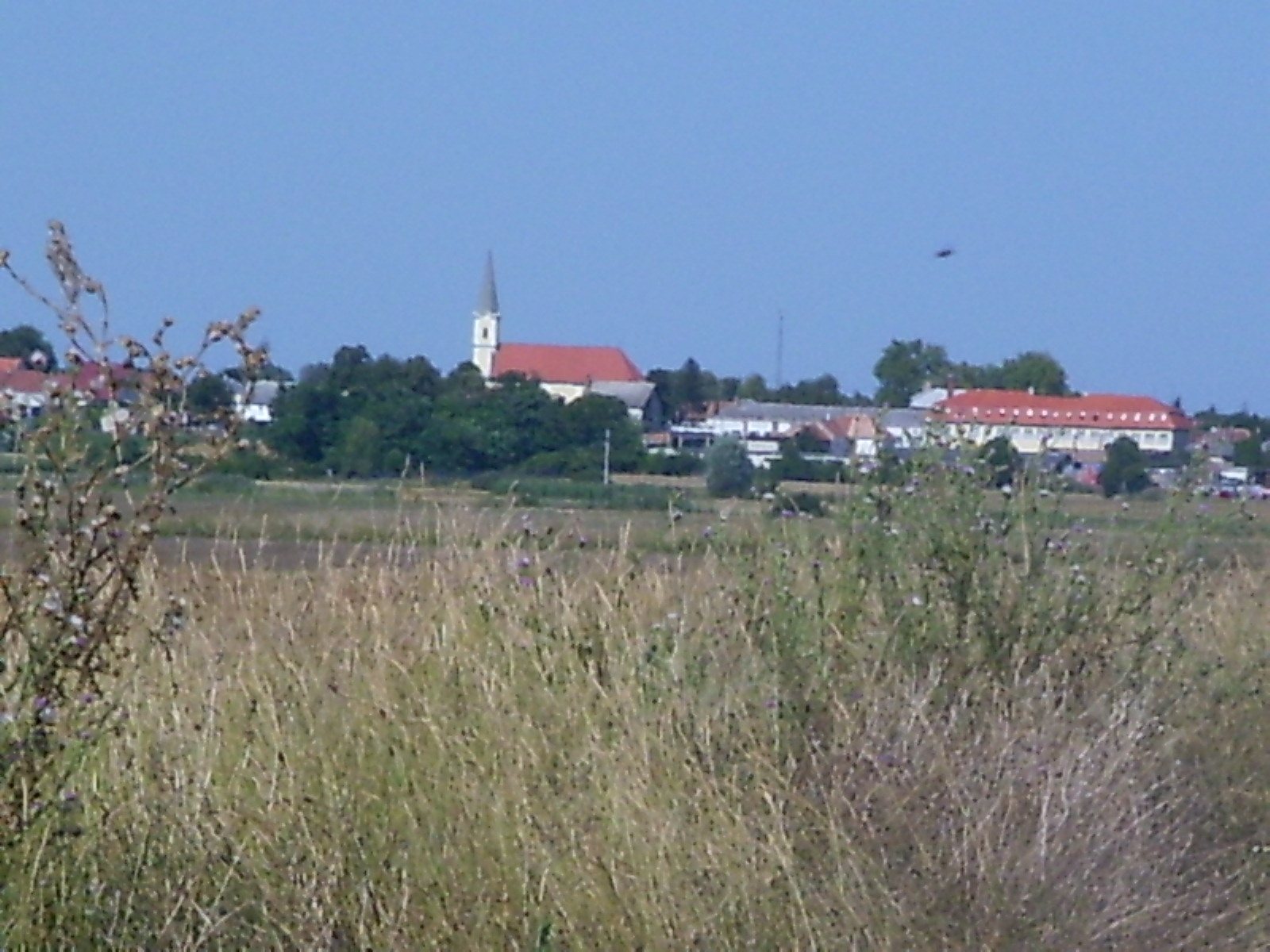
Tét távlati képe a 8314-es útról

Továbbhaladva a következő lakott hely a Tét településhez tartozó Tétszentkút; az út itt a  búcsújáróhelynek számító római katolikus templom mellett vezet el. Az innen 3 kilométerre lévő Tét a Pápa-Győr távolság felezőjén fekszik, a térségben mikrocentrum szerepet tölt be és ingázási központtá vált. A kisváros a Sokorói-dombvidék nyugati vonulata, a Sokoró északi végén terül el, a dombság és a Kisalföld találkozásánál. Az M1-es autópálya jóvoltából erősen javult a megközelíthetősége.
Győr közigazgatási területére beérve elérjük azt az útkorszerűsítést, amit az 1990-es évek elején készítettek. Itt véget is ér az út, visszatorkollva a 83-as főút győri bevezető szakaszába, mert a ménfőcsanaki elkerülő a főút része maradt.

## Története
1934-ben a kereskedelem- és közlekedésügyi miniszter 70 846/1934. számú rendelete, a később kiépült települési elkerülő szakaszait leszámítva a teljes mai hosszában harmadrendű főúttá nyilvánította: a Városlőd-Pápa közti szakaszt 821-es, a Győrig tartó folytatást pedig 826-os útszámozással.

## Külső hivatkozások
- http://m.infopapa.hu/hirek/olvas/nezze-meg-a-83-as-uj-utvonalanak-terveit-2018-04-03-105851